# Pyarelal Santoshi
Pyarelal Santoshi es un diplomático indio retirado.
- El 26 de junio de 1963 entró al Indian Foreign Service.
- De 1967 a 1974 fue secretario de Alta Comisión en Daca, (Bangladés).[1]
- De 1983 a 1985 fue embajador en Amán
- En 1988 fue secretario de enlace en el Ministerio de Asuntos Exteriores (India).
- De agosto de 1989 a octubre de 1992 fue Cónsul General en Chicago[2]
- De 24 de noviembre de 1992 a 1985 fue embajador en Caracas (Venezuela) y concurrentemente Cónsul General en Willemstad (Antillas Neerlandesas).[3]